# Dymasius lepidus
Dymasius lepidus là một loài bọ cánh cứng trong họ Cerambycidae.